# Tegla Loroupe
Tegla Loroupe   (Kapsait, 9 de maig de 1973) va ser una atleta kenyana especialitzada en proves de llarga distància i maratons. Va guanyar, entre d'altres la Marató de Nova York (1994 i 1995), la Marató de Rotterdam (1997 i 1998), la Marató de Berlín (1999), la Londres (2000) i la marató de Roma (2000). Va guanyar també la medalla de bronze en la prova de 10.000 metres en els Campionat del Món d'atletisme de 1995 i el de 1999. Ostenta el rècord del món dels 25 kilòmetres i dels 30 kilòmetres, i va ostentar el rècord del món de marató durant tres anys (1998-2001).
Posteriorment ha esdevingut una activista a favor de la pau i dels drets de la dona i va organitzar l'Equip Olímpic de Refugiats als Jocs Olímpics d'Estiu de 2016.